# بني العلا (المخادر)

تعديل مصدري - تعديل

بني العلا هي إحدى قرى عزلة الصفي بمديرية المخادر التابعة لمحافظة إب، بلغ تعداد سكانها 86 نسمة حسب تعداد اليمن لعام 2004.